# Yokose virus
Il virus Yokose (YOKV) è un arbovirus della famiglia Flaviviridae, genere Flavivirus, appartiene al IV gruppo dei virus a ((+) ssRNA). 
Il virus è stato isolato per la prima volta in Giappone nel 1971 in un pipistrello. Il virus ha mostrato la massima somiglianza con il virus della febbre gialla, lo stesso possiede un genoma di 10 857 nucleotidi.
Il virus YOKV appartiene al gruppo dell'Entebbe bat virus (ENTV); esso però si replica poco all'interno dell'ospite (pipistrello della frutta).